# Kombinat Technisches Glas
Der VEB Kombinat Technisches Glas Ilmenau war ein Großkombinat der Glasindustrie im Thüringer Wald. Er bestand von 1969 bis 1990 und hatte etwa 12.800 Mitarbeiter, davon etwa 5000 im 1975 errichteten Stammwerk am Vogelherd in Ilmenau. Es war damit das größte Glaswerk der DDR. Der Produktionsschwerpunkt lag auf technischem Glas (z. B. Messgeräte, wie Thermometer oder Barometer, und Glasgeräte für die Chemische Industrie). Das Kombinat war direkt dem Ministerium für Glas- und Keramikindustrie unterstellt.
Das Stammwerk des Kombinates in Ilmenau war der größte Arbeitgeber im Kreis Ilmenau. Die Fläche des Glaskombinat-Komplexes beträgt etwa 75 Hektar. 

## Geschichte

### Vorgeschichte
Das Kombinat für Technisches Glas Ilmenau wurde 1969 gegründet. Ihm unterstanden alle volkseigenen Betriebe, die im Kreis Ilmenau und benachbarten Gebieten Glaswaren produzierten. Die Verwaltung dieses Kombinates hatte noch bis 1984 ihren Sitz in einem Bürogebäude in der Langewiesener Straße in Ilmenau, bevor sie dann in das Bürogebäude des Stammwerkes am Vogelherd in Ilmenau umzog. Bei den zugehörigen Betrieben handelte es sich neben PGHs und einigen Unternehmen, die bis 1972 in Privatbesitz oder halbstaatlich (KG) waren und dann verstaatlicht wurden, um Unternehmen, die zwischen 1850 und 1915 entstanden und mit Befehl 124 der SMAD am 30. Oktober 1945 enteignet bzw. verstaatlicht wurden. Dazu gehörten auch die acht Ilmenauer Glashütten und die Ilmenauer Glasinstrumentenfabrik:
| Glashütte                                                  | Gründungs- jahr | Standort               | Mitarbeiter 1938 | Produktions- einstellung | Status                                                                         |
| ---------------------------------------------------------- | --------------- | ---------------------- | ---------------- | ------------------------ | ------------------------------------------------------------------------------ |
| Sophienhütte                                               | 1852            | Tannenbrücke           | 280              | 1991                     | abgerissen, jetzt Ilm-Sporthalle und ein Discounter, zwei Bürogebäude erhalten |
| Langshütte                                                 | 1900            | Grenzhammer            | 250              | 1968                     | komplett abgerissen, jetzt Gewerbegebiet                                       |
| Spessarthütte                                              | 1904            | nördlich des Bahnhofs  | ~180             | 1950                     | komplett abgerissen, jetzt Wohngebiet                                          |
| Fischerhütte                                               | 1910            | Langewiesener Straße   | ~120             | 1976                     | vollständig erhalten, denkmalgeschützt                                         |
| Glaswerk Ilmenau                                           | 1922            | Karl-Liebknecht-Straße | 150              | 1975                     | komplett abgerissen, jetzt Ilmenauer Eissporthalle                             |
| Thüringische Glasinstrumentenfabrik Alt, Eberhardt & Jäger | 1874            | Karl-Liebknecht-Straße | 300              | 1990                     | abgerissen, Fassade erhalten und in neues Einkaufszentrum integriert           |

Am 6. Februar 1963 beschloss der Rat des Kreises Ilmenau eine Anfrage zur Erschließung eines zentralen Industriegebietes in der Stadt zu stellen. Vorgeschlagen wurde hierfür seitens der Stadtverwaltung das Flurstück am Vogelherd im Nordosten der Stadt. Am 29. August 1963 wurde das Gesuch vom Rat des Bezirkes Suhl gebilligt und an den Ministerrat der DDR weitergereicht. Dieser entschied am 23. September 1963, dass die Stadt ihr Industriegebiet erhalten soll. 1966 wurde ein Planfeststellungsverfahren eingeleitet und 1968 begannen die Erschließungsarbeiten.

### Errichtung des Werkes am Vogelherd
Die Grundsteinlegung für das neue Stammwerk am Vogelherd im Nordosten Ilmenaus erfolgte am 22. April 1970. Dieser Neubau war notwendig geworden, da der Bedarf an technischem Glas in der DDR sowie in den RGW-Staaten stetig anstieg und die alten Produktionsanlagen marode geworden waren, da sie seit 1945 nur noch „halbherzig“ in Stand gehalten wurden. Außerdem benötigte man größere Kapazitäten zur Produktion von Zulieferprodukten für die Optische Industrie in Jena (VEB Carl Zeiss Jena), die durch die dortigen Schott-Glashütten nicht bereitgestellt werden konnten. Schott wünschte sich eine neue Glashütte in Rothenstein nahe Jena, was jedoch auf Widerstand in der staatlichen Planungsbehörde stieß und deswegen nicht realisiert wurde. Deshalb wurde der Bauplan nochmals erweitert und einige Produktionslinien, die eigentlich bei Schott bleiben sollten, eingefügt. Des Weiteren wurden daraufhin die Schott-Glashütten in Jena aus dem Kombinat ausgegliedert und dem Kombinat Carl Zeiss eingegliedert, da diese nach der Verlagerung der sonstigen Produktionsbereiche als alleiniger Zulieferer für Carl Zeiss ausgerichtet wurden.
Der Bau einer solch großen Industrieanlage zog auch weitgehende Veränderungen in der Stadt nach sich. So wurde bereits 1968 mit der Erschließung des Baugebiets am Vogelherd begonnen. Für die zukünftigen Mitarbeiter wurden zwei Plattenbaugebiete für 10.000 Einwohner errichtet. Außerdem wurde mit der Bücheloher Straße eine neue, kreuzungsfreie Straße in die Innenstadt angelegt, die eine bessere Anbindung für die Pendler gewährleisten sollte. Des Weiteren erfolgte der Bau eines Braunkohle-Heizwerkes am Vogelherd, welches die Energie für die Glasproduktion und die Fernwärmeversorgung für die beiden neuen Ilmenauer Plattenbaugebiete bereitstellen sollte. Seine beiden über 100 Meter hohen Schornsteine waren bis zu ihrer Sprengung 1996 weit sichtbare Wahrzeichen der Stadt. Zur Verbesserung der Infrastruktur wurde außerdem ein Eisenbahnanschluss als Werksgleis zum Bahnhof Ilmenau gelegt, wo auch ein neuer Güterbahnhof entstand. Durchgeführt wurden alle Baumaßnahmen vom polnischen Staatsbaukonzern Budimex, der – als die Baukosten niedriger als veranschlagt ausfielen – zusätzlich das neue Ilmenauer Freibad im Hammergrund errichtete. 1976 wurde das Werk fertiggestellt und konnte den Betrieb aufnehmen. An den Bauarbeiten waren insgesamt ca. 2000 Bauarbeiter beteiligt. Die Investitionssumme belief sich auf etwa 600 Millionen Mark der DDR.

### Das Kombinat zwischen 1975 und 1989

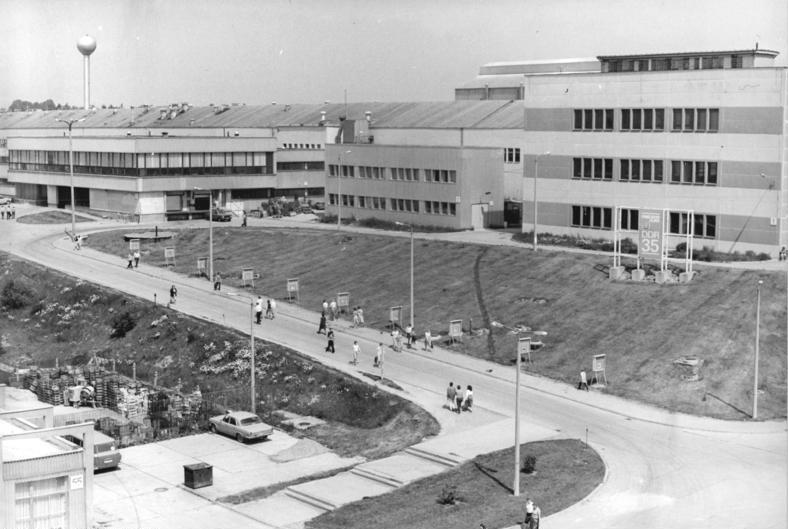
Stammwerk am Vogelherd 1984

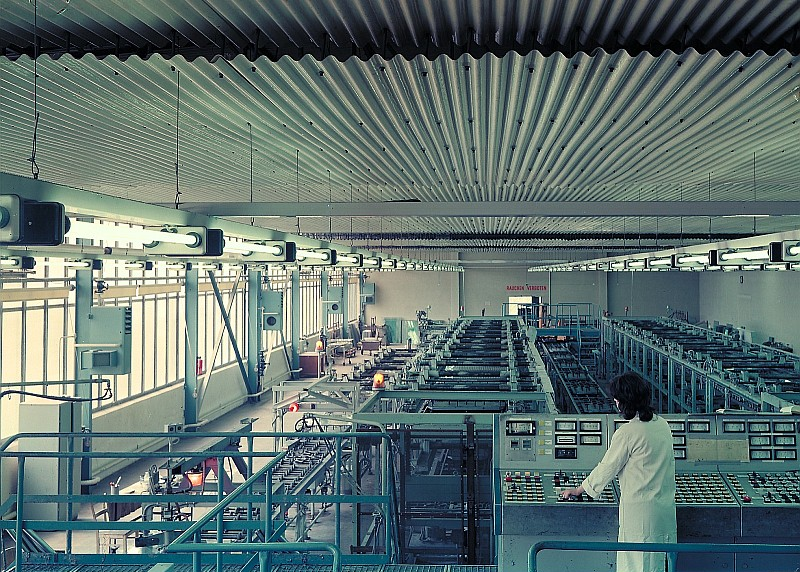
Produktionshalle

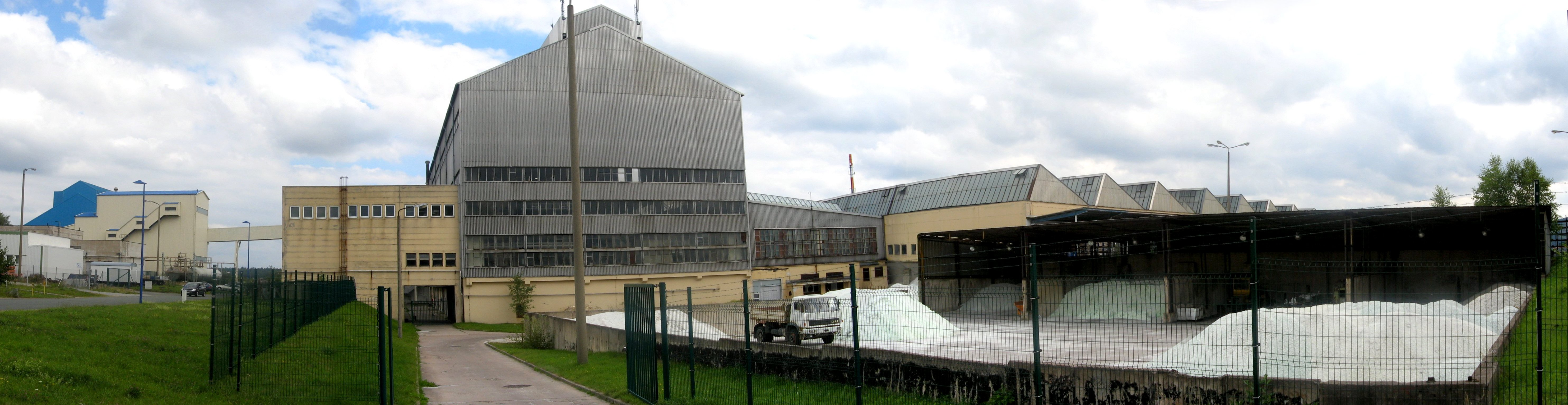
Stammwerk 2012

Das Stammwerk umfasste elf Glasschmelzwannen, von denen zehn vollelektrisch und eine manuell betrieben wurden. Produziert wurden etwa 12.000 verschiedene Artikel. Vom Gesamtumsatz, der in den 14 Jahren 214 Millionen DDR-Mark betrug, entfielen etwa 30 % auf die zweite Verarbeitungsstufe (Herstellen von Endprodukten) und 70 % auf die erste Produktionsstufe (Zulieferindustrie). Viele der Produkte wurden in Ilmenau in Zusammenarbeit mit der Technischen Hochschule (heute Technische Universität) und der Glasfachschule entwickelt. Der jährliche Überschuss, der im Kombinat erzielt wurde, betrug zu Anfang der 1980er-Jahre etwa 100 Millionen Mark jährlich. Dennoch arbeitete das Glaswerk (bedingt durch die sozialistische Planwirtschaft) unrentabler als ein vergleichbares Unternehmen in Westdeutschland.
Das Stammwerk führte 1980 folgende Produktionslinien:
- Hohlglas (fünf Linien)
- Rohrglas (vier Linien)
- Behälterglas (zwei Linien)
- Kieselglas (eine Linie)

Außerdem wurden auch Endprodukte hergestellt:
- Laborgeräte (eine Linie)
- Glasmontage (eine Linie)

Über viele Jahre wurde im Werk das Glas der Marke Rasotherm, ein im Jenaer Glaswerk entwickeltes hochbeanspruchbares Borosilikatglas der Wasserbeständigkeitsklasse I, hergestellt. Weiterhin war ein in Ilmenau entwickelter und produzierter Werkstoff „Ilmabor“, auch ein spezielles Borosilikatglas.
Die Produkte gingen
- zu 60 % zur Weiterverarbeitung in Betriebe innerhalb der DDR
- zu 15 % in den Export in die Ostblock-Staaten (vor allem Halbfabrikate)
- zu 15 % in den Export ins westliche Ausland, vor allem nach Westdeutschland (fast ausschließlich Endprodukte wie Laborgeräte)

### Nach 1989
Nach der Wende 1990 setzte ein rascher Abstieg des Kombinates ein. Alle 5000 Mitarbeiter im Stammwerk verloren bis 1994 ihre Arbeitsstelle. Zunächst wurde das Kombinat Technisches Glas im Mai 1990 in die Thüringer Glasring AG umgewandelt, die eine hundertprozentige Tochter der Treuhand war und bereits 1992 per Landtagsbeschluss ersatzlos aufgelöst wurde, wodurch alle 115 dort untergeordneten Betriebsteile selbstständig wurden. 
Am 15. Juni 1990 wurde aus dem Stammwerk VEB Werk für Technisches Glas Ilmenau die Glaswerk Ilmenau GmbH, und die Suche nach einem Privatinvestor begann. Als im Sommer 1993 noch immer keine Verhandlungserfolge gelungen waren, begannen die Arbeiter in regelmäßigen Abständen zu demonstrieren. Diese Demonstrationen dauerten bis ins Frühjahr 1994 an. Zum 1. Mai 1994 wurde die Ilmenauer Glaswerk GmbH liquidiert. Gleichzeitig wurde der Kernbereich des Unternehmens ausgegliedert und in das neue Unternehmen Technische Glaswerke Ilmenau (TGI) überführt, das mit etwa 350 Beschäftigten bis 2014 der größte Glasproduzent Ilmenaus war. Die TGI wurden 2014 aufgelöst.

## Zugehörige Betriebe

Logo des Stammbetriebs „WfTG“

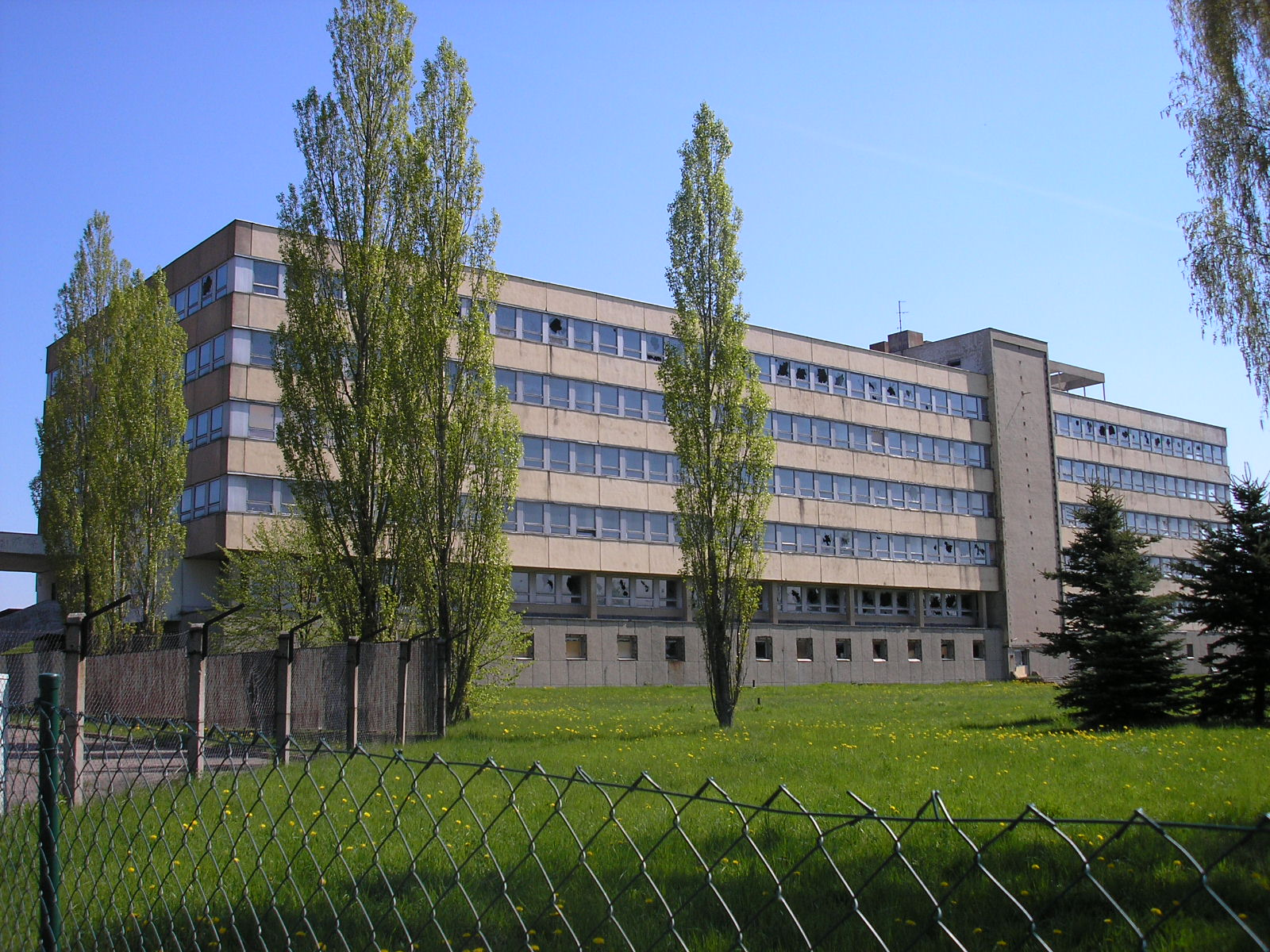
Ehemaliges Verwaltungsgebäude des Kombinats

Zum Kombinat gehörte eine Vielzahl von glaserzeugenden und glasverarbeitenden Betrieben sowie forschende und sonstige zuliefernde Betriebe. Hierzu zählten unter anderem:
- VEB Werk für Technisches Glas Ilmenau; (Stammbetrieb)
  - VEB Glaswerke Stützerbach (seit 1969) mit
    - VEB Glaswerk Stützerbach
    - VEB Rennsteigwerk Schmiedefeld am Rennsteig
    - VEB Laborgeräte Frauenwald

  - VEB Quarzschmelze Halle-Ammendorf (seit 1965)
- VEB Glasinvest Radebeul
- VEB Glasverarbeitung Neuhaus
- VEB Ilmkristall Ilmenau
  - VEB Glaswerk Schmiedefeld
  - VEB Kunstglas Gehren
  - VEB Kunst- und Hohlglasveredelung Wasungen
- VEB Rationalisierung Technisches Glas Jena
- VEB Rhönglaswerk Dermbach
- VEB Thermos Langewiesen
- VEB Thüringer Glasschmuck Lauscha
- VEB Thermometerwerk Geraberg
- VEB Trisola Steinach
  - VEB Meßinstrumente Schönbrunn
- Quarzsiederei Schmiedefeld am Rennsteig (seit 1960)
- Kannegießer & Co. Unterpörlitz (seit 1972)
- Gebrüder Heintz KG Stützerbach (seit 1972)
- Karl Kummer KG Frauenwald (seit 1972)
- Albin Geyer KG Stützerbach (seit 1972)
- Christian Kob & Co. KG Stützerbach (seit 1972)
- Theo A. Störmer KG Stützerbach (seit 1972)
- PGH Hochvakuumtechnik Frauenwald (seit 1972)
- VEB Laborglasgeräte Stützerbach (seit 1976)
- VEB Glaswerk Gräfenroda (seit 1982)
- VEB Glasschleiferei Martinroda (seit 1982)
- VEB Glaswerk Gehlberg
- VEB Glaswerk Altenfeld
- VEB Glaswerk Großbreitenbach